# Ianca (Olt)
Ianca è un comune della Romania di 4 232 abitanti, ubicato nel distretto di Olt, nella regione storica dell'Oltenia. 
Il comune è formato dall'unione di 2 villaggi: Ianca e Potelu.